# 唐乾陵
乾陵是一座位于中華人民共和國陕西省咸阳市乾县梁山的唐朝墓葬，位于今陕西西安市西北方向85千米处，为唐高宗李治与皇后武则天的合葬墓。乾陵建成于唐光宅元年（684年），神龙二年（706年）加盖，采用依山为陵的建造方式。乾陵最著名的就是它气势磅礴的陵园规划，以及地表上大量的唐代石刻。除主墓外，乾陵还有十七个小型陪葬墓，葬有其他皇室成员与功臣。乾陵是唐十八陵中主墓保存最完好的一个，截至2013年仅开掘了五个陪葬墓，从中出土了大量的文物。

## 历史
弘道元年（683年），武则天任命吏部尚书韦待价负责乾陵的工程，次年8月李治下葬，之后乾陵工程继续进行。神龙二年（706年）5月，唐中宗李显下令将武则天葬入。此前一年，唐中宗还赦免了在武则天统治时期因为政治问题而被迫害致死的皇族，并且将他们重新厚葬，其中就包括了永泰公主李仙蕙、懿德太子李重润、章怀太子李贤三人。除此之外，在706年，乾陵还加建了许王李素节、泽王李上金、义阳公主李下玉等陪葬墓。唐朝末年黃巢之亂，黃巢打算盜墓，於是動用了40萬大軍，挖出一條40餘公尺深的大溝，也沒找到墓道口。天祐二年（904年）正月丁丑，乾陵下宫被盗焚，两年后，唐朝政权灭亡。五代十國期间，后梁崇州节度使溫韜组织军队发掘所有唐朝皇陵，只有乾陵因建筑牢固而得以幸免。明朝嘉靖三十四年（1556年）发生嘉靖大地震，几乎把陵园完全毁掉。1958年，当地几个农民放炮炸石，无意间炸出墓道口。1960年2月，“乾陵发掘委员会”在陕西成立，经初步发掘确认被炸处是地宫墓道，并准备继续发掘。但国务院总理周恩来对《乾陵发掘计划》作出“我们不能把好事做完，此事可以留作后人来完成”的批示。之后，国务院又再发通知要求“全国帝王陵目前先不要挖”，乾陵的发掘就此停止。由于乾陵墓道完整，且尚未发现新的盗洞，目前许多专家认为乾陵是唐十八陵中惟一未被盗掘的陵墓。

## 建筑布局

### 主陵建筑

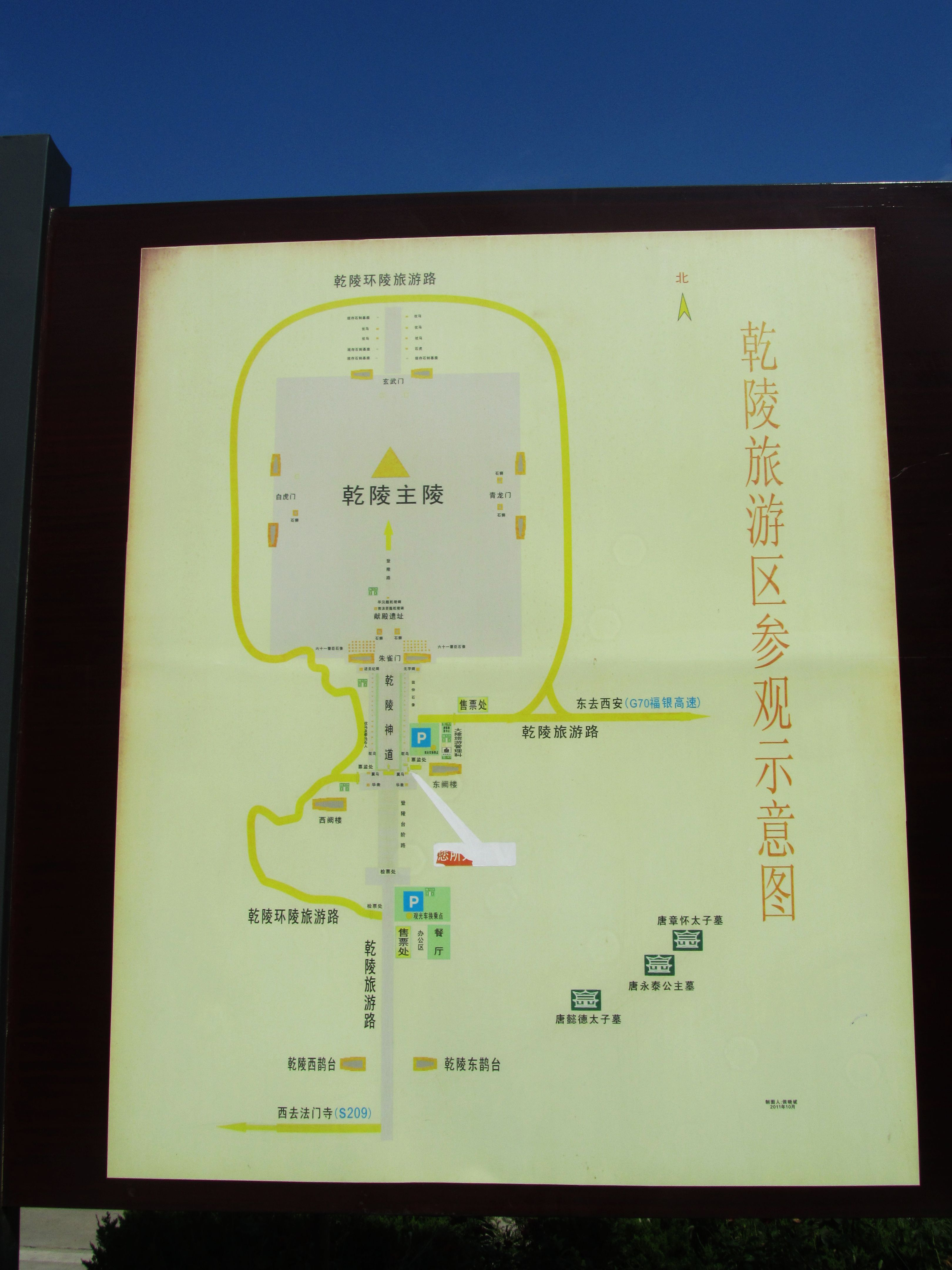
乾陵总平面

乾陵陵域内分陵墓与寝宫两大部分，寝宫部分以宫室之制建朝与寝，内设神座，有宫人按“事死如事生”之制内侍，并依朔望和节日上祭。寝宫位置史载不详，可能在西南方邀驾宫附近。陵墓部分整体布局仿唐长安城，原有内外两重城垣，其中内城城垣环于梁山主峰四周，海拔高度为1,049米，在唐代首都长安（今西安）西北方向约85公里处，遗址南北长1450米，东西各长1582米和1438米，宽2.5米，总面积约230万平方米，西南角微内收，呈不规则正方形。其四周建有包砖土阙，四边正中置门，东为青龙门，南为朱雀门，西为白虎门，北为玄武门，四门之外亦有包砖土阙。外城城垣遗址位于南侧第二道门阙外，走向与内城城垣大体平行，两者间距约220米，与《长安志图·唐高宗乾陵图》相符合，为唐代帝陵中首次发现的双重城垣。神道长约4公里，南端前后设三道门阙，象征长安的3座宫门，3对土阙相间隔的区域分别比附长安城的皇城、宫城和外郭城。
乾陵主陵利用梁山的天然地形营建，梁山原有三峰，北峰最高，南侧两峰较低，东西对峙，地宫位于北峰下；神道从南二峰之前开始，第一道门阙为残高约8米的土阙，是为进入陵域的标志；第二道门阙建于高约40米的南二峰上，残高约15米，二阙之间留有瓦砾。在司马道东侧东乳峰脚下，有60朝臣祠堂遗址，有关专家据《长安志图》载狄仁杰等60朝臣姓名推测，此祠堂中壁画应与贞观十七年（643年）2月，唐太宗李世民在长安城大明宫内的凌烟阁为长孙无忌等24功臣画像大体相同。
自此沿神道向北，两旁现有华表、飞马、朱雀各1对，仗马及牵马人5对，翁仲10对；碑1对，东为无字碑，西为述圣记碑；碑以北为第三道门阙，从下部残存的条石基础看，阙身皆附有二重子阙；门内左右排列当时臣服于唐朝的外国君王石像（又称蕃酋像或蕃臣像）61座，像的背面刻有国名和人名。1556年1月23日嘉靖大地震，六十一尊雕像中有六十尊被震損。截至2003年，61尊石像中已有36位石人的身份得到确认（占总数的59%），均为唐西北地区安北、安西、北庭三个大都护府管理下的少数民族官员以及葱岭以西诸国的部落酋长，为当地有影响、有威望的少数民族人物。
蕃臣像北面即内城南门朱雀门，门外置石狮、石人各1对，门内有祭祀用的主要建筑献殿遗址；献殿之北为地宫，高踞于陵园最北。墓门在梁山主峰东南坡中腰处，有隧道直通山腹玄宫。隧道口以条石封闭，铁汁灌注，外以夯土封固。
由于李治和武则天均在位于盛唐时期，乾陵内藏十分丰富。李治生前酷爱书法，临终遗嘱把他所收藏的书字埋在墓内，据说王羲之的绝世之作《兰亭集序》也在乾陵之中（另有一说是陪葬于唐太宗昭陵中）。

### 陪葬墓群

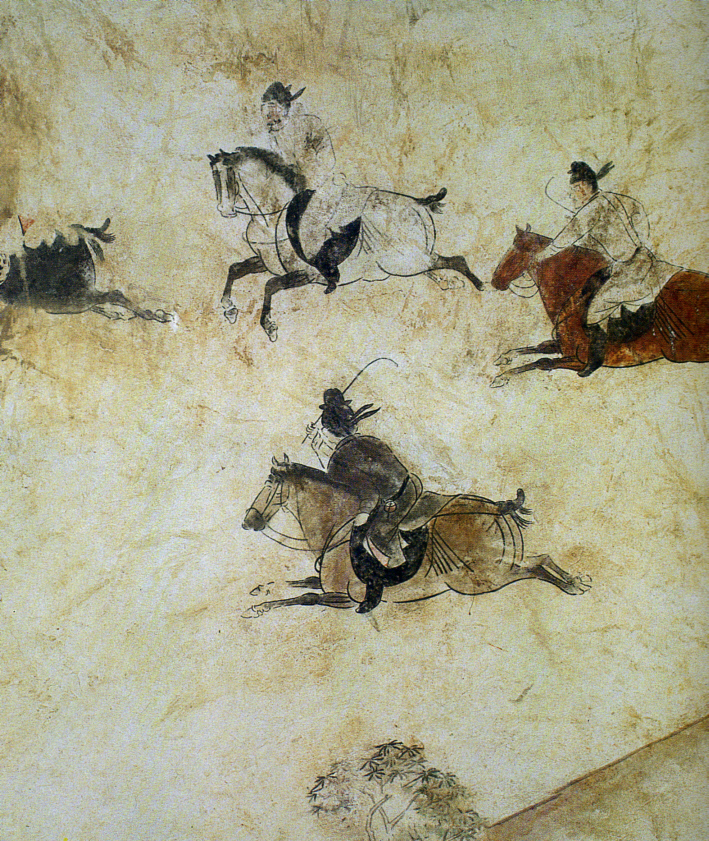
马球图，章怀太子墓甬道西侧壁画

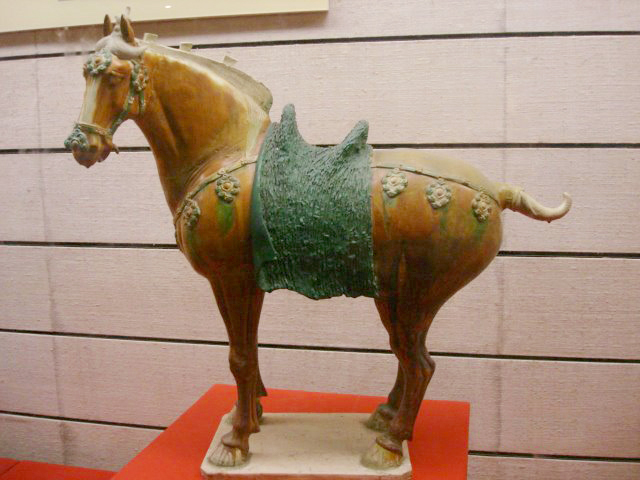
懿德太子墓中出土的三彩马，现为陕西历史博物馆内藏品

除主陵外，乾陵陵区还包括17座葬有皇子、公主和大臣的陪葬墓（实地勘测结果，史书记载仅有十六座），包括：
- 皇子：高宗子章怀太子李賢墓[21]、高宗子泽王李上金墓、高宗子许王李素节墓、中宗子懿德太子墓[22]、李贤子邠王李守礼墓；
- 公主：高宗女义阳公主墓、中宗女新都公主墓、中宗女永泰公主墓[23]、睿宗女安兴公主墓；
- 大臣：王及善墓、薛元超墓、杨再思墓、刘审礼墓、豆卢钦望墓、刘仁轨墓、李谨行墓、高侃墓。

其中，永泰公主墓和懿德太子墓为中国历史上仅有的两座按号墓为陵制度修建的墓葬。截至2013年，已发掘五座陪葬墓，分别是永泰公主墓、章怀太子墓、懿德太子墓，中书令薛元超墓，和左卫大将军李谨行墓。由于时代久远和史书失载，乾陵周围的陪葬者及其墓地已经不能对号入座，除已经开掘的外，其余陪葬墓墓主无法确定。
陵墓装饰方面，章怀太子墓中共有壁画50余组，面积近400平方米，画面保存完整，其中就包括了马球图等作品。永泰公主墓更多的是体现生前身边的人物，而懿德太子墓中的壁画展现的则是墓室主人生前显赫的地位和奢华的生活情景。
出土文物方面，章怀太子墓中共出土600多件随葬品，其中绝大多数为陶器，其中有三彩女立俑1件，男立俑1件，武士俑2件，文臣俑1件，镇墓兽2件，三彩马1件，三彩牵马俑1件，绿釉花盆1件，彩绘塔式罐1件；懿德太子墓中出土文物1000多件，其中哀册残片11件，三彩釉陶马1对，三彩釉陶男骑马武士俑1件，三彩釉陶男骑马俑1件，贴金铠甲男骑俑1件，奏乐男骑俑1件，帷帽男骑俑1件，幞帽男骑俑1件，小冠男骑俑1件，虎头风帽男骑俑1件，三彩釉陶碗2件、三彩釉陶耳杯2件、三彩釉陶细颈瓶2件、三彩釉陶砚台2件。赫釉碗5件、储釉钵3件、赫釉豆1件、储釉盘1件、黄釉盘1件、赫釉熏炉1件、储釉三足炉2件。陶盘6件、井圈2件、房屋模型2件、三足炉3件、三足座1件、陶瓶1件、陶缸4件，金器8件，铜鎏金马饰19件，铁马镫5件。永泰公主墓中出土陶俑777件，其中镇墓俑4件（可恢复原状的只有1件），镇墓兽4件（可恢复原状的只有1件），男骑俑192件，女骑俑76件，男立俑264件，女立俑100件，男骑胡俑18件，男骑乐俑27件，马俑42件，牛俑3件，猪俑2件，驼俑3件；此外还有三彩男骑马俑24件，三彩女骑俑3件，三彩女立俑6件，三彩男立胡俑24件，三彩男骑胡俑1件，三彩马俑10件，木俑33件，金器8件，通马饰77件，铜花形饰品6件等。

### 其它建筑
下宫是唐朝皇帝谒陵时的临时住所，也是守陵妃嫔宫眷的住所。位于主陵西南方向的下宫是乾陵最大的地面建筑群。唐朝末年，下宫即已被盗焚，大部分遗址现为耕地。

## 发掘与保护
乾陵于1961年被国务院公布为全国重点文物保护单位。
在二十世纪六七十年代开掘的陪葬墓中，在章怀太子墓甬道旁的第三天井处发现一个长0.7米、宽0.6米的盗洞，盗墓者将后室棺椁内随葬品劫掠一空，墓主人尸体仅剩散乱丢弃的残骨。经查得知该墓系早年被盗。在懿德太子墓甬道西侧发现一处长0.6米，宽0.4米的盗洞，位于东西两侧的第四个天井中的陪葬品被盗掘一空。在永泰公主墓的第六、第五天井之间发现一处早期盗洞，在盗洞中还发现一具疑似盗墓者的人骨架，墓葬中的壁画由于受到从盗洞中灌下的雨水的侵蚀，损毁比较严重。开掘后，这些陪葬墓中未被盗走或破坏的随葬品以及壁画都得到了细致的研究和保护。
曾参加半坡遗址和法门寺地宫文物发掘与保护的石兴邦等陕西专家认为，开发乾陵的条件已基本成熟。从1995年起，作为全国人大代表的石兴邦连续多年向全国人大提出发掘乾陵的提案。但这一提议受到了全国大多数文物专家的质疑和否定。持否定观点的专家认为，应该等技术条件成熟之后再发掘。
2008年5月1日，陕西省文物局《唐乾陵文化遗产保护管理办法》正式开始实施。该办法对乾陵保护区内的土地使用、工程作业等行为进行了限制，并明确规定了赏罚措施。

### 引用
1. 1 2 3  Eckfeld, Tonia. . New York: Routledge. 2005: 26-27. ISBN 0-415-30220-X.
2. ↑  资治通鉴卷208
3. ↑  . 中央研究院.   [2013-10-13]. （原始内容存档于2018-05-12） （中文（臺灣））.
4. ↑  《新唐书·本纪四·则天皇后 中宗》：神龙元年正月，……甲辰，皇太子监国，大赦，改元。丙午，复于位，大赦，赐文武官阶、爵，民酺五日，免今岁租赋，给复房州三年，放宫女三千人。……甲子，皇后韦氏复于位，大赦，赐酺三日，复宗室死于周者官爵。
5. 1 2  《新唐书·本纪第十·昭宗 哀帝》天祐二年正月......丁丑，盗焚乾陵下宫。
6. ↑  《新五代史·温韬传》
7. ↑  .   [2014-01-23]. （原始内容存档于2014-04-03）.
8. ↑  张安良、米丰收、种瑾. . 地震地质. 1989, 3.
9. ↑  . 民防网. 2007-07-06  [2007-11-01]. （原始内容存档于2014-10-29） （中文（中国大陆））.
10. ↑  . 人民网. 2013-07-26  [2013-10-13]. （原始内容存档于2013-10-16） （中文（中国大陆））.
11. ↑  齐东方. . 人民网.   [2010-01-26]. （原始内容存档于2010-03-04） （中文（中国大陆））.
12. ↑  Eckfeld, Tonia. . New York: Routledge. 2005: 21. ISBN 0-415-30220-X.
13. ↑  Valder, Peter. . Portland: The Timber Press, Inc. 2002: 80. ISBN 0-88192-555-1.
14. 1 2 3  殷约哲, 楚云. . 百姓生活. 2009-07: 63–65.
15. 1 2  . 中国咸阳. 2009-04-27  [2013-10-13]. （原始内容存档于2013-10-13） （中文（中国大陆））.
16. ↑  《同官县志》:“嘉靖三十四年大饥,十二月十二日夜地震有声……”。
17. ↑  樊英峰. . 文博. 2003-03: 56–60;66.
18. 1 2 3  . 中国乾陵.   [2013-10-13]. （原始内容存档于2014-11-29） （中文（中国大陆））.
19. ↑  . 搜狐文化. 2012-10-05  [2013-10-13]. （原始内容存档于2012-11-24） （中文（中国大陆））.
20. ↑  刘敦桢. . 北京: 中国建筑工业出版社. 1984. ISBN 7-112-01929-X.
21. ↑  . 中国乾陵.   [2013-10-13]. （原始内容存档于2014-11-29） （中文（中国大陆））.
22. 1 2  . 中国乾陵.   [2013-10-13]. （原始内容存档于2014-11-29） （中文（中国大陆））.
23. 1 2  . 中国乾陵.   [2013-10-13]. （原始内容存档于2014-11-29） （中文（中国大陆））.
24. 1 2 3  . 文物. 1964-01: 7–33.
25. 1 2 3  . 文物. 1972-07: 13–25.
26. 1 2 3  . 文物. 1972-07: 26–32.
27. ↑  张永祥. . 文博. 1989-02: 59–63.
28. ↑  李宁. . 装饰. 2006-11: 102.
29. ↑  李彪. . 腾讯网，来源：华商报. 2007-07-17  [2015-02-28]. （原始内容存档于2015-04-02） （简体中文）.
30. ↑  . 国家文物局.   [2013-10-13]. （原始内容存档于2014-04-26） （中文（中国大陆））.
31. ↑  . 网易新闻. 2007-07-06  [2013-10-13]. （原始内容存档于2014-11-29） （中文（中国大陆））.
32. ↑  . 人民网. 2013-07-26  [2013-10-13]. （原始内容存档于2013-10-16） （中文（中国大陆））.
33. ↑  . 陕西省文物局. 2008-05-05  [2013-10-15]. （原始内容存档于2013-10-15） （中文（中国大陆））.

### 书籍
- 付熹年，《中国古代建筑史第二卷·两晋、南北朝、隋唐、五代建筑》，北京：中国建筑工业出版社，2001年，ISBN 978-7-112-03123-8
- 刘敦桢，《中国古代建筑史》，北京：中国建筑工业出版社，1984年，ISBN 978-7-112-01929-8
- 袁富民，乾县县志编纂委员会，《乾县志》，陕西：陕西人民出版社, 2003年，ISBN 978-7-224-06252-6